# Liberazione animale
Liberazione animale (Animal Liberation) è un saggio del filosofo australiano Peter Singer, pubblicato nel 1975 e considerato uno dei testi fondamentali dell'animalismo.

## Contenuti
L'autore – che non manca di descrivere gli orrori della sperimentazione animale e degli allevamenti intensivi – argomenta in favore dei diritti animali sulla base delle tematiche filosofiche dell'utilitarismo e dell'antispecismo, proponendo al lettore la scelta vegetariana (o ancor meglio vegana) quale «passo» etico fondamentale, concretamente diretto alla riduzione del mercato (cioè della domanda e quindi dell'offerta) della carne:
(Peter Singer, Liberazione animale)

## Edizioni
- Peter Singer, Liberazione animale, Milano, il Saggiatore, 2010, ISBN 978-88-565-0180-3. URL consultato il 21 settembre 2012 (archiviato dall'url originale l'8 settembre 2012).